# Soči
Soči (rus. Со́чи, abh. Шəача, adig. Шъачэ, ubyh. Шьача) je grad u Krasnodarskom kraju u Ruskoj Federaciji. 
Grad se nalazi na obali Crnog mora i jedno od omiljenih ljetovališta u Rusiji. Blizu je granica s Gruzijom, odnosno Abhazijom. Prema popisu stanovništva iz 2010. u gradu je živjelo 343,285 stanovnika. Neslužbeno se Soči naziva lječilišnom prijestolnicom Rusije.
Soči je bio domaćinom Zimskih olimpijskih igara 2014. i bio je jedan od domaćina gradova u kojem se odigralo svjetsko prvenstvo u nogometu 2018. godine.

## Zemljopisni smještaj
Zemljopisni položaj mu je 43° 35′ 7" sjeverne zemljopisne širine i 39° 43′ 13" istočne zemljopisne dužine. Površine je 3502 km četvorna.
Nalazi se na crnomorskoj obali Sjevernog Kavkaza.
Klima u Sočiju je izvanredna: blage zime i duga ljeta. U blizini grada i kupališta na Crnom moru postoje i toplice, tako da grad posjećuje oko 4 milijuna turista godišnje. Ljeti se održava i filmski festival. Soči leži u jednom izuzetnom predjelu u blizini Kavkaza. S plaža se vide vrhovi planina stalno pokrivenih snijegom. U samom gradu primjetna je sutropska vegetacija. Grad je pun parkova i arhitekture u staljinističkom stilu.

## Stanovništvo
Broj stanovnika: 343,285 (2010.). Aglomeracija grada Sočija ima 410,987 stanovnika.
Stanovnici su Rusi, Armenci, Ukrajinci, Gruzijci, Grci i Adigejci.

## Povijest i gospodarstvo
Grad je utemeljen 1838. Do 1839. se zvao Aleksandrija (Александрия), do 1864. Navaginskoje (Навагинское), a do 1896. Dahovskij (Даховский). Status grada je dobio 1917. godine.
Od 6. do 15. stoljeća, oblast kasnijeg grada Soči pripadala je pravoslavnoj kraljevini Abhaziji. Još uvijek se mogu naći tragovi jedne bizantske bazilike iz 11. stoljeća. Od 15. stoljeća, ovu oblast su osvojili Turci. Konačno, poslije uspješnog rata protiv Turaka, ova oblast ugovorno je prešla pod rusku vlast 1829. godine.  
Soči je osnovan 1838. godine pod imenom Aleksandrija kao vojna utvrda. 1896. naselje je dobilo rang grada i današnje ime. U Sovjetskom Savezu grad se razvijao kao turističko mjesto, naročito nakon što je Staljin u blizini podigao svoju daču.

## Vanjske poveznice
- Сочи — официальный сайт Službene stranice
- Официальный курортный сайт администрации города Сочи  Arhivirana inačica izvorne stranice od 20. travnja 2003. (Wayback Machine) Službene lječilišne stranice grada Sočija
- Сочи 2014 Город — кандидат на проведение зимней Олимпиады
- Официальный сайт администрации Центрального района города Сочи  Arhivirana inačica izvorne stranice od 28. prosinca 2009. (Wayback Machine) Službene stranice gradske uprave